# Minele Lueta, Harghita
Minele Lueta (maghiară Lövétebánya) este o localitate componentă a orașului Vlăhița din județul Harghita, Transilvania, România.
 Acest articol despre o localitate din județul Harghita este deocamdată un ciot. Puteți ajuta Wikipedia prin completarea lui.